# Amitié judéo-musulmane de France
L'Amitié judéo-musulmane de France (AJMF) est une association française de dialogue interreligieux entre juifs et musulman. Fondée en 2004 par le rabbin Michel Serfaty, elle est connue notamment pour son bus de l’Amitié judéo-musulmane, qui sillonne la France pour susciter des rencontres, en partenariat avec de nombreuses associations locales, les maisons de quartier, les pouvoirs publics ainsi qu’avec les communautés juives et musulmanes. Son slogan est « On se ressemble plus qu’il ne semble ».

## Histoire
L'association est fondée le 21 novembre 2004 à la Cité des sciences, à Paris, lors d'un événement fondateur. Y sont présents Roger Cukierman, président du Conseil représentatif des institutions juives de France, Dalil Boubakeur, recteur de la Grande Mosquée de Paris, Gilles Bernheim, rabbin de la grande synagogue de Paris, Tareq Oubrou, imam à Bordeaux, la ministre Simone Veil, l'écrivain Armand Abécassis, le maître soufi Khaled Bentounès, le grand-rabbin de Paris David Messas, le poète Salah Stétié, l'évêque de Saint-Denis Olivier de Berranger, et le philosophe Olivier Abel, représentant de la Fédération protestante de France.
L'association est parrainée par le Conseil représentatif des institutions juives de France et la Grande mosquée de Paris et co-présidé par le rabbin Michel Serfaty et Djelloul Seddiki, directeur de l'Institut Al-Ghazali. En 2005 est créé le bus de l’Amitié judéo-musulmane, qui parcourt chaque année l'Île-de-France puis le reste du pays avec l'imam Mohamed Azizi, aumônier régional des hôpitaux et Michel Serfaty, rabbin à Ris-Orangis.
Le 19 mars 2008 est créé le groupe local de Paris. Une dizaine d'autres groupes locaux s'organisent, notamment à Strasbourg,  Besançon,  Nice,  Montpellier et Toulouse. Ils organisent des rencontres, des conférences, des projections de films et des journées portes-ouvertes entre synagogues et mosquées,,.
En 2012 Mohamed Azizi reste dans l'association mais cesse ses tournées, et Michel Serfaty se fait accompagner par des jeunes musulmans engagés,. En 2017 est acheté un nouveau minibus.